# Antonio Acciai
Antonio Acciai (Poppi, 9 febbraio 1924 – Genova, 5 aprile 1974) è stato un presbitero italiano.

## Biografia
Si trasferì con la famiglia a Montesignano, in val Bisagno, e collaborò fin da subito con la parrocchia del quartiere, nel 1937 entrò nel seminario arcivescovile della città e il 29 giugno 1948 venne ordinato sacerdote dall'Arcivescovo (non ancora Cardinale) Giuseppe Siri.
Poco dopo venne nominato curato di San Tommaso Apostolo, nel quartiere di Oregina, e il 20 gennaio 1963 divenne parroco titolare di Nostra Signora della Provvidenza nello stesso quartiere. Dato che non c'era nessuna chiesa, inizialmente le messe venivano celebrate in un garage di via Vesuvio. Poco dopo venne costruita,saltuariamente rimboccadosi le maniche e partecipandovi  fisicamente, una chiesetta temporanea in via Napoli. e nel 1969 venne completata in via Vesuvio la nuova chiesa in cemento armato, con arredi recuperati da altre strutture, anche abbandonate.
Si occupò di scautismo e per tre anni fu assistente ecclesiastico del reparto "Ge 1° Atlantide" dell'AGESCI, che venne costituito nel quartiere dietro sua sollecitazione.
Morì nella notte del 4 aprile 1974 con la madre Emma Bigiarini e con il curato don Orazio Chiappare, nell'incendio della chiesa che aveva contribuito a costruire: i soccorsi tardarono ad arrivare all'interno dell'edificio a causa delle macchine parcheggiate.
Le cause dell'incendio rimangono tuttora ignote: nel 1987 Elio Leonardi, già condannato per furto, venne assolto, sebbene avesse confidato ad un detenuto del carcere di Vercelli di essersi introdotto nella canonica e di aver originato senza volerlo l'incendio. 

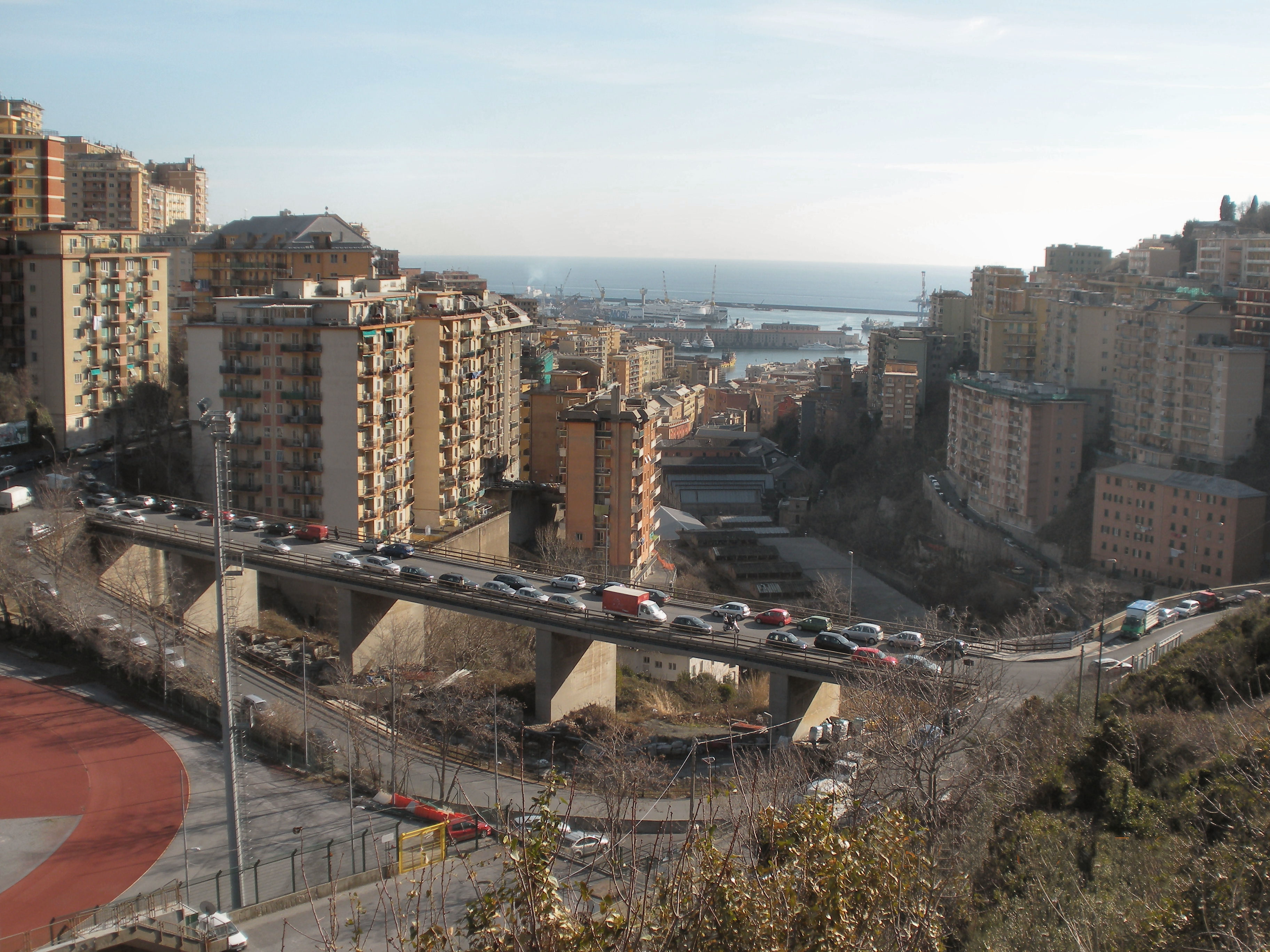
Il ponte Don Acciai nel quartiere genovese del Lagaccio.

Don Acciai venne sepolto nel cimitero di Staglieno, ma gli abitanti del quartiere nel 2014 hanno chiesto al cardinale Angelo Bagnasco che venga tumulato nella chiesa di Nostra Signora della Provvidenza.
Il parroco aveva anche polemizzato con il sindaco Augusto Pedullà per la manutenzione degli impianti a gas che provocano morti nel quartiere e aveva chiesto l'eliminazione del lago del Lagaccio per costruire gli impianti sportivi, come poi avvenne nel 1970. Si mosse anche contro la disoccupazione e nel 1965 fece distribuire volantini al comizio del segretario del PLI, il deputato Giovanni Malagodi, vicino a Confindustria, per chiedere maggiori investimenti contro la disoccupazione.
A don Acciai sono stati dedicati a Genova un parco, un ponte, una scuola dell'infanzia comunale e un centro comunitario e sociale nel quartiere del Lagaccio.